# 贝滕多夫 (卢森堡)
贝滕多夫（德语、法语：Bettendorf；卢森堡语：Bettenduerf），卢森堡东部市镇，滨临绍尔河，隶属迪基希县。市镇总人口2,516（2011年）。